# Ferrovia Poggibonsi-Colle Val d'Elsa
La ferrovia Poggibonsi-Colle Val d'Elsa era una breve diramazione della ferrovia Centrale Toscana aperta nel 1885, chiusa all'esercizio nel 1987 e dismessa nel 2009.

## Storia

### Le premesse
La ferrovia Centrale Toscana fu aperta nel 1849 e congiunge tutt'oggi Empoli con Siena passando per Poggibonsi. Nel XIX secolo la cittadina di Colle di Val d'Elsa era sede di numerose industrie produttrici di carta, vetro e ferro, oltre ad essere uno dei più importanti centri di raccolta dell'attività mineraria che si svolgeva tra le colline Metallifere. Risultava dunque difficile spiegarsi perché Colle di Val d'Elsa fosse stata esclusa dal tracciato della ferrovia Empoli-Siena: già attorno al 1860, infatti, furono avviati gli studi preliminari per unire Poggibonsi con Colle di Val d'Elsa e da lì proseguire verso Volterra e Cecina. Non fu mai trovato un accordo per la costruzione della tratta Colle-Volterra: l'evoluzione della rete ferroviaria del Regno d'Italia non vedeva nell'asse Poggibonsi-Cecina un interesse nazionale e i costi di realizzazione non venivano dunque giustificati dagli interessi economici locali.

### La gestione privata

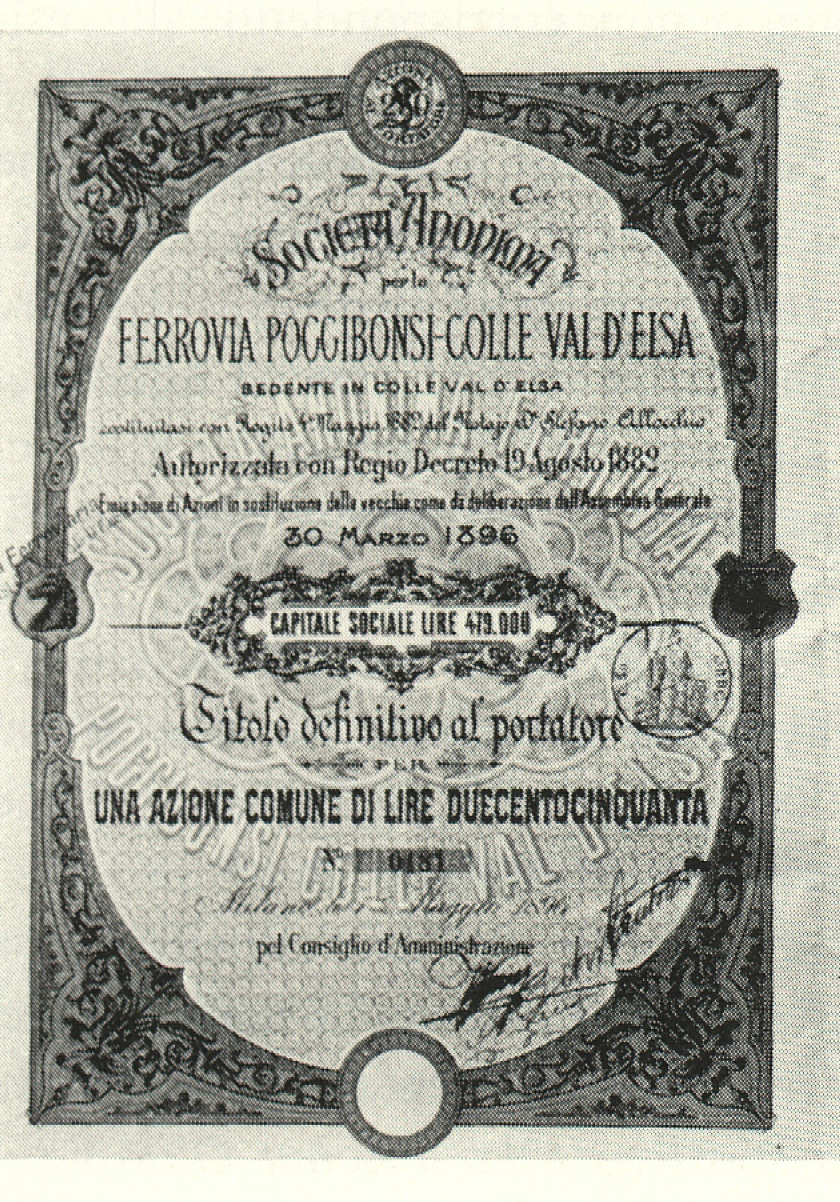
Certificato azionario della Società Anonima Ferrovia Poggibonsi-Colle Val d'Elsa

Agli inizi degli anni Ottanta del XIX secolo i colligiani ottennero comunque l'allacciamento di Colle di Val d'Elsa alla ferrovia Centrale Toscana. Furono aperte sottoscrizioni fra i ceti industriali e mercantili e fu dato incarico all'ingegnere Cecilio Arpesani di redigere il progetto: la ferrovia Poggibonsi-Colle Val d'Elsa era lunga appena 8 km e seguiva il corso del fiume Elsa confluendo nella ferrovia Empoli-Siena presso la stazione di Poggibonsi. Nel 1881 fu concessa la costruzione e l'esercizio della linea al comune di Colle di Val d'Elsa, il quale affidò realizzazione e concessione alla Società Anonima Ferrovia Poggibonsi-Colle Val d'Elsa, che faceva capo al gruppo L'Ausiliare di Milano e che più tardi cambiò nome in Ferrovia Colle-Poggibonsi (FCP). I lavori cominciarono nel 1884 e l'apertura all'esercizio si tenne il 29 marzo dell'anno seguente.

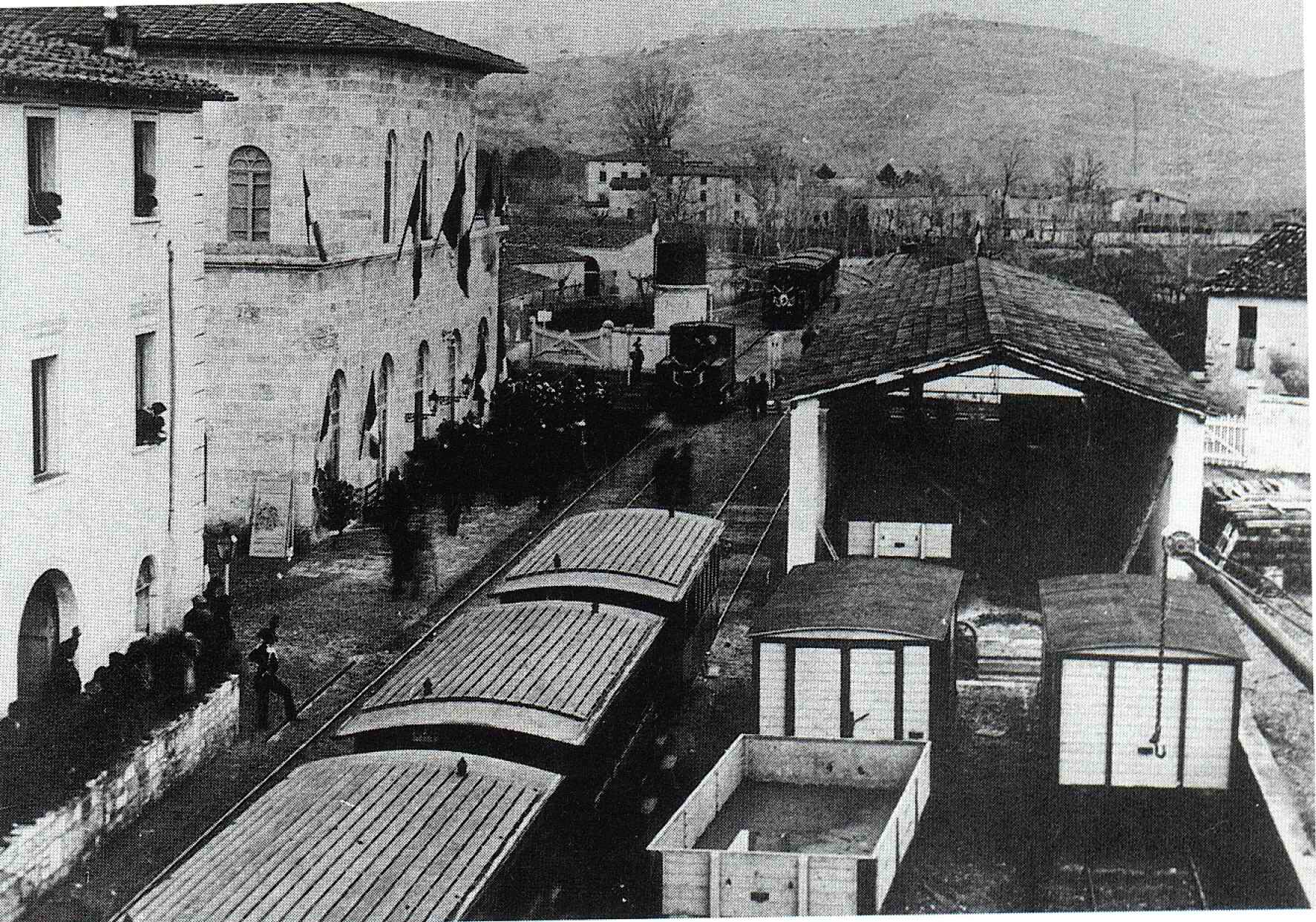
L'inaugurazione della ferrovia

La nuova ferrovia era a scartamento ordinario e a binario unico; sul tracciato sorgeva una fermata intermedia, La Rocchetta, situata in località Pian dei Campi. A Colle di Val d'Elsa era inoltre presente un raccordo merci che conduceva alle fonderie del paese - chiamato appunto Raccordo Fonderie - che rimase attivo sino agli anni Venti del XX secolo. Inizialmente la linea terminava a Poggibonsi presso una stazione propria; solo dopo qualche anno fu possibile attestare i treni provenienti da Colle di Val d'Elsa nella stazione sulla ferrovia Centrale Toscana in direzione di Siena. Con il tempo questa scelta si rivelò scomoda, poiché costringeva il traffico da e per Empoli, Firenze e Livorno a un regresso.
Il materiale rotabile impiegato al momento dell'apertura della linea comprendeva quattro locotender con rodiggio C immatricolate 1-4, sei carrozze a due assi e tredici carri a due assi, il tutto costruito dalla belga Mabille. Nel 1920 le locomotive vennero radiate e sostituite da una T3 immatricolata 5 proveniente dalla ferrovia Massa Marittima-Follonica (FMF), che mantenne il numero di matricola con il passaggio alla FCP. Al contempo fu immessa sulla linea Poggibonsi-Colle Val d'Elsa anche una locomotiva 812.006, già di proprietà di Ferrovie dello Stato (FS), che mantenne la classificazione originaria.
Nonostante un discreto successo iniziale, la FCP non riuscì mai a conseguire brillanti risultati economici. La crisi economica degli anni Trenta, l'inizio della diffusione del trasporto su gomma, il definitivo accantonamento del progetto di prolungamento della ferrovia verso Volterra e Massa Marittima e un'alluvione che nel 1929 danneggiò la linea furono motivi sufficienti a spingere la FCP ad economizzare il più possibile l'esercizio.
Nel 1931 venne immessa sulla linea un'automotrice a benzina a sedici posti di costruzione ungherese, che permise di aumentare la frequenza dei treni - che raggiunsero così le sedici coppie - contenendo i costi. Nel 1933 fu acquistata una seconda automotrice dalla FMF, mentre nel 1934, per rilanciare il traffico merci, furono attivati a Colle di Val d'Elsa altri due raccordi, il Raccordo Vetrerie e il Raccordo Giacchi. Nonostante gli sforzi, la situazione economica della FCP non migliorò: la società mantenne in gestione la ferrovia fino all'aprile del 1934 quando, non più interessata a proseguire il servizio, tentò di trasformare la linea in autoservizio senza però riuscirvi, per poi cedere la gestione dell'infrastruttura a Ferrovie dello Stato (FS). Nonostante ciò, la FCP detenne la concessione fino al 1953, quando questa passò definitivamente a FS; il materiale rotabile, accantonato per anni in pessime condizioni, rimase di proprietà della FCP sino al 1959, quando fu anch'esso venduto e demolito.

### L'esercizio delle FS
Le FS accantonarono subito il parco locomotive della FCP e lo sostituirono con le locomotive gruppo 822 del Deposito di Siena, le uniche ammesse a circolare sul leggero binario della linea. L'azienda tentò senza successo di sopprimere il traffico passeggeri sulla ferrovia per declassarla a raccordo merci, mentre fallì anche il tentativo di cedere l'esercizio ad un'altra società privata; la ferrovia continuò a operare fino al 1943, quando il traffico sulla stessa venne interrotto a causa dei danni bellici subiti durante la seconda guerra mondiale. Prendendo come pretesto i danni subiti, le FS cercarono nuovamente di cessare il servizio sulla linea, ma alla fine si optò per la ricostruzione: il 1º agosto 1948 il servizio ferroviario tra Colle di Val d'Elsa e Poggibonsi fu riattivato.

Nel 1958 l'armamento della ferrovia venne rinnovato: le locomotive del gruppo 822 furono sostituite con quelle del gruppo 875 e 880 per i treni merci, mentre il servizio passeggeri fu svolto con le ALn 772. Negli anni Cinquanta, peraltro, il traffico merci sulla linea conobbe un importante incremento: a Colle di Val d'Elsa giungevano numerosi carichi di sabbia silicea destinati alle vetrerie colligiane, mentre in direzione opposta transitavano convogli carichi della pirite estratta dalle colline Metallifere, nonché dei prodotti agricoli della zona.

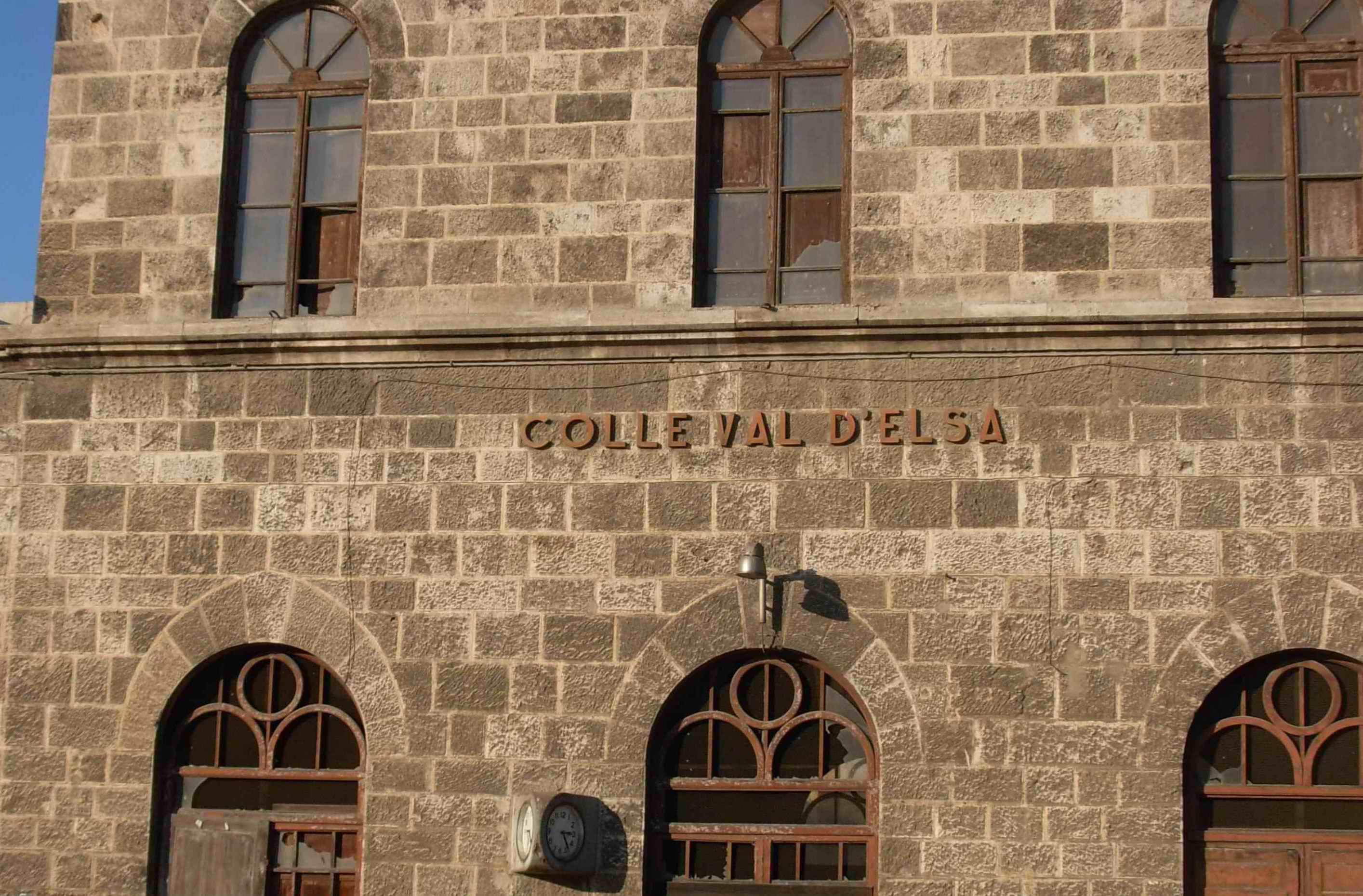
Insegna sul fabbricato viaggiatori della stazione di Colle Val d'Elsa

Lo sviluppo del traffico merci fu però di breve portata, poiché già negli anni Sessanta iniziò a declinare a causa del piano regolatore comunale di Colle di Val d'Elsa, che prevedeva lo spostamento delle industrie lontano dalla stazione. Inoltre, la presenza di numerosi passaggi a livello non custoditi lungo il tracciato della ferrovia era una fonte di pericolo sempre maggiore visto il rapido diffondersi del trasporto su gomma. La già ridotta velocità massima della linea (35 km/h per le automotrici, 30 km/h per le locomotive) venne ulteriormente abbassata con l'introduzione di un rallentamento a 10 km/h esteso per un tratto di quasi un chilometro fra le progressive 6+366 e 7+156; il rallentamento fu in seguito ridotto a 6 km/h ed esteso per più di due chilometri. Di conseguenza, i tempi di percorrenza si dilatarono notevolmente: dai 16 minuti necessari a percorrere l'intero tracciato nel 1950 si arrivò a 26 minuti nel 1975. Ciò provocò la contrazione del traffico passeggeri, che da allora venne assicurato con sole quattro coppie.
Negli anni Settanta le FS decisero di potenziare la ferrovia Centrale Toscana includendo nel progetto la diramazione per Colle di Val d'Elsa. Questa doveva essere quasi interamente ricostruita su un nuovo tracciato che, collegandosi alla linea Empoli-Siena a sud della stazione di Poggibonsi con innesto stavolta verso Empoli, avrebbe attraversato il colle di Maltraverso tramite una galleria; inoltre, sarebbero stati costruiti numerosi sovrappassi e rimossi altrettanti passaggi a livello. I lavori furono effettivamente avviati nei primi anni Ottanta, ma vennero ben presto abbandonati a causa delle restrizioni dei finanziamenti per la ferrovia Centrale Toscana. Nel 1982 cessò definitivamente il servizio passeggeri sulla ferrovia Poggibonsi-Colle Val d'Elsa, mentre il servizio merci rimase attivo fino al 4 luglio 1987, quando circolò l'ultima tradotta.

### La dismissione
La linea venne ufficialmente chiusa al traffico il 2 novembre 1987, ma nonostante ciò la stazione di Colle Val d'Elsa fu presenziata da un deviatore per altri tre anni, fino al 1990. Dopodiché si cominciò a rimuovere alcuni tratti di binario in corrispondenza dei passaggi a livello e della stazione colligiana, dove la sede ferroviaria fu completamente asportata per permettere la costruzione di un parcheggio sotterraneo. A Poggibonsi il tracciato della ferrovia è stato riconvertito in strada fino al passaggio a livello di largo Gramsci.

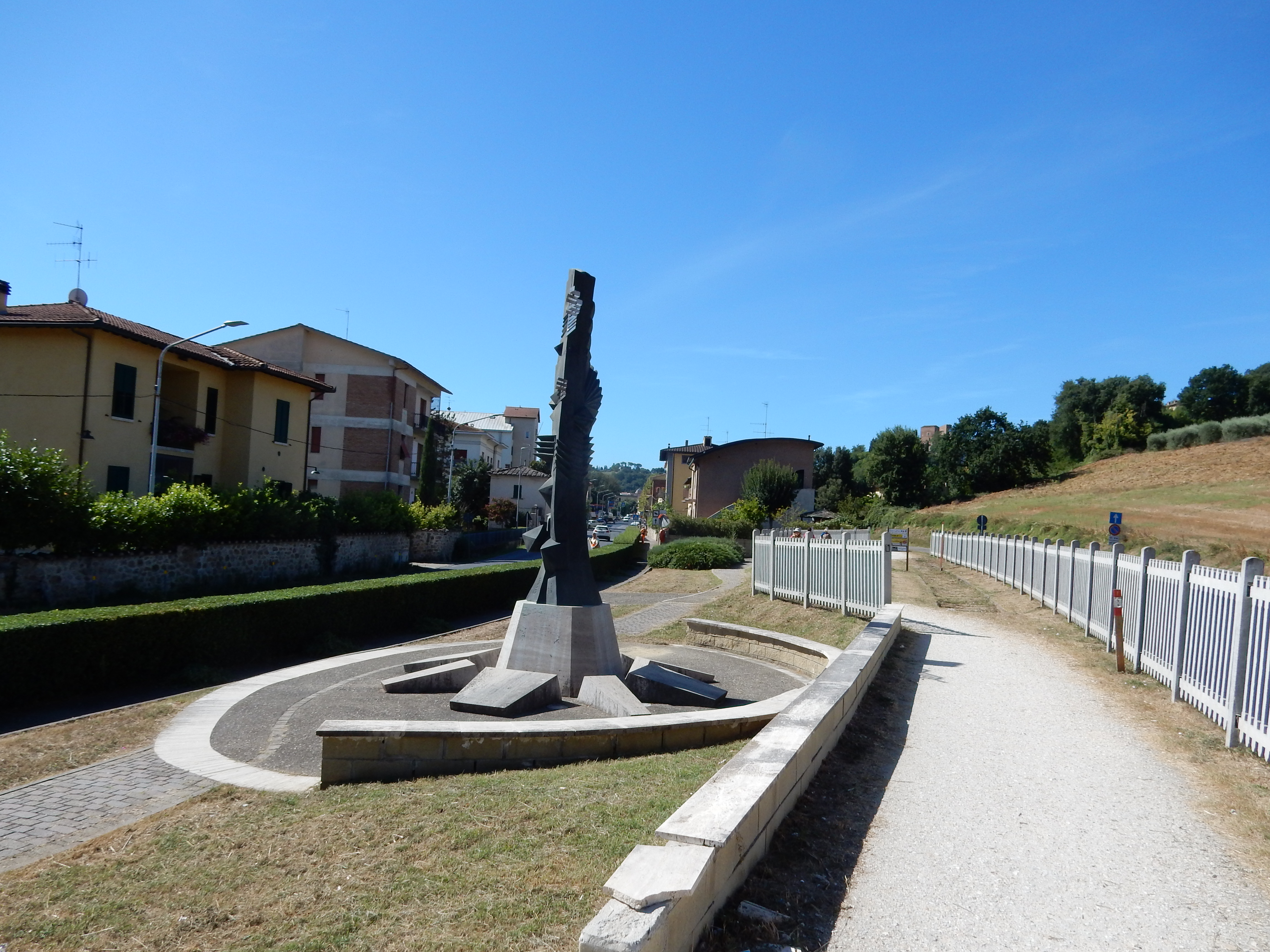
La pista ciclabile costruita sul tracciato della ferrovia

### Il disarmo
Il 3 marzo 2009 è stato emanato un decreto ministeriale del Ministero delle infrastrutture e dei trasporti che ha dichiarato dismessa la ferrovia e ha disposto il passaggio di proprietà del sedime e dei fabbricati lungo il tracciato agli enti locali.
Nei mesi seguenti i comuni di Colle di Val d'Elsa e Poggibonsi hanno ripulito la tratta extraurbana della linea dalla folta vegetazione che aveva ricoperto i binari dopo tanti anni di abbandono; al suo posto è sorta una pista ciclabile, costruita ricoprendo i binari e inaugurata nel novembre 2011. L'associazione Ferrovia Colle-Poggibonsi, nata nel 1997 come parte di FTI - Ferrovie Turistiche Italiane allo scopo di promuovere un impiego turistico della ferrovia, si è sciolta nel 2010.

## Caratteristiche
|  | Unknown route-map component "STR+l" | Unknown route-map component "CONTfq" |

| Station on track |

| Unknown route-map component "CONTgq" | Unknown route-map component "xABZgr" |  |

| Unknown route-map component "exHST" |

| Unknown route-map component "exKBHFe" |

### Annotazioni
1. ↑  Il nome esatto del comune è Colle di Val d'Elsa, il nome della stazione era invece senza preposizione: Colle Val d'Elsa. Nel testo si usa una o l'altra dizione a seconda se ci si riferisce rispettivamente alla città o alla stazione.
2. ↑  L'alluvione fece crollare il ponte sul fiume Elsa posto alla progressiva kilometrica 4+749.
3. ↑  L'esercizio della ferrovia infatti era effettuato dal 1934 esclusivamente con materiale FS.
4. ↑  Furono realizzati alcuni sovrappassi stradali ed iniziato lo scavo della galleria di Maltraverso.
5. ↑  Le progressive erano in origine diminuite di 200 m.